# 하이란강
하이란강(중국어 간체자: 海兰江, 정체자: 海蘭江, 중국조선어: 해란강)은 중국 지린성 옌볜 조선족 자치주를 흐르는 강으로 두만강의 지류이다.